# Adalbert Merx
Adalbert Merx (Bleicherode, 2 novembre 1838 – Heidelberg, 6 agosto 1909) è stato un teologo e orientalista tedesco.

## Biografia
Studiò presso l'Università di Jena, dove diventò anche professore associato nel 1869. Successivamente, fu professore ordinario di filosofia presso l'Università di Tubinga e nel 1873 professore di teologia presso l'Università di Giessen. Dal 1875 fino alla morte fu professore di teologia presso l'Università di Heidelberg. 
Nel corso delle sue ricerche fece diversi viaggi verso l'Oriente.
Merx dedicò in gran parte per la sua ricerca sulla spiegazione del palinsesto sinaitico scoperto nel 1892 dalla signora Agnes Smith Lewis, i risultati furono messi in Die vier kanonischen Evangelien nach dem Ältesten bekannten Texte (4 volumi, 1897-1905). Il suo ultimo lavoro fu un'edizione sui libri di Mosè e di Giosuè.

## Opere
- Grammatica syriaca (1867–1870)
- Vocabulary of the Tigre language scritto da Moritz von Beurmann, pubblicato con un disegno grammaticale di Adalbert Merx (1868).
- Das Gedicht vom Hiob (1871)
- Die Prophetie des Joel und ihre Ausleger (1879)
- Die Saadjanische Übersetzung der Hohe Liedes ins Arabische (1882)
- Dionysii Thracis ars grammatica, qualem exemplaria vetustissima exhibent (con Gustav Uhlig, 1883).[1]
- Chrestomathia Targumica (1888)
- Historia artis grammaticae apud Syros (1889)
- Ein samaritanisches Fragment (1893)
- Idee und Grundlinien einer allgemeiner Geschichte der Mystik (1893)
- Die Bücher Moses und Josua; eine Einführung für Laien (1907)
- Der Messias oder Ta'eb der Samaritaner, nach bisher unbekannten Quellen (1909)